# Jesus Christ Superstar (film)

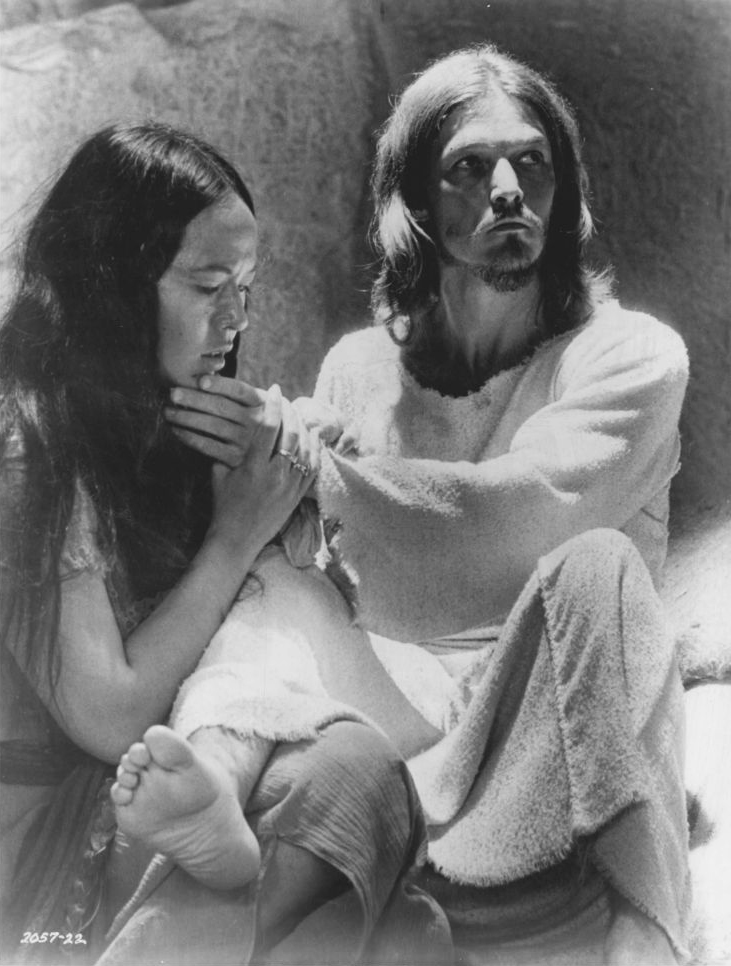
Yvonne Elliman och Ted Neeley som Maria Magdalena och Jesus.

Jesus Christ Superstar är en musikalfilm från 1973 regisserad av Norman Jewison. Filmen bygger på rockoperan/musikalen Jesus Christ Superstar av Andrew Lloyd Webber och Tim Rice från 1970.
Filmen hade urpremiär i New York den 7 augusti 1973, och sedan allmän premiär i USA den 15 augusti och svensk premiär 20 oktober samma år. I denna filmversion är kläderna och miljöerna en blandning mellan samtidens mode och tiden för Jesus livstid. Till exempel går Jesus klädd i en lång vit särk, medan Herodes sitter i vita badshorts på sin lyxyacht.

## Rollista i urval
- Ted Neeley - Jesus
- Carl Anderson - Judas Iskariot
- Yvonne Elliman - Maria Magdalena
- Barry Dennen - Pontius Pilatus
- Bob Bingham - Kaiafas
- Josh Mostel - Herodes Antipas

## Nomineringar
- Filmen var oscars-nominerad för bästa filmmusik 1974.
- Filmen blev dessutom 6-faldigt Golden Globenominerad för bland annat bästa musikalfilm, bästa manliga musikalartist och bästa kvinnliga musikalartist samma år.

## Musik i filmen (i urval)
- Overture
- What's The Buzz
- Then We Are Decided
- Everything's Alright
- This Jesus Must Die
- Hosanna
- Poor Jerusalem
- Pilate's Dream
- Temple
- I Don't Know How To Love Him
- Last Supper
- Pilate And Christ
- Judas Death
- Superstar
- Crucifixion